# Vincent Marcel
Vincent Marcel, né le 9 avril 1997 à Basse-Terre en Guadeloupe, est un footballeur français qui joue au milieu de terrain au FC Villefranche.

## Biographie
Avec l'équipe de France des moins de 19 ans, il participe au Tournoi de Toulon en 2017. Lors de cette compétition, il inscrit un but contre la Côte d'Ivoire. Il reçoit trois sélections avec les moins de 19 ans et deux avec les moins de 20 ans.
Le mercredi 2 août 2017, lors du troisième tour préliminaire de la Ligue des champions, il égalise contre l'Ajax  Amsterdam grâce à une passe de Jean Michaël Seri, et qualifie l'OGC Nice pour le tour de barrage de la Ligue des champions.

## Statistiques
| Saison                | Club                  | Championnat           | Championnat | Championnat | Championnat | Coupe nationale | Coupe nationale | Coupe nationale | Coupe de la Ligue | Coupe de la Ligue | Coupe de la Ligue | Compétition(s) continentale(s) | Compétition(s) continentale(s) | Compétition(s) continentale(s) | Compétition(s) continentale(s) | Total | Total | Total |
| Saison                | Club                  | Division              | M.          | B.          | P.d.        | M.              | B.              | P.d.            | M.                | B.                | P.d.              | Comp.                          | M.                             | B.                             | P.d.                           | M.    | B.    | P.d.  |
| 2016-2017             | OGC Nice              | Ligue 1               | 6           | 0           | 0           | 1               | 0               | 0               | 1                 | 0                 | 0                 | C3                             | 2                              | 0                              | 0                              | 10    | 0     | 0     |
| 2017-2018             | OGC Nice              | Ligue 1               | 1           | 0           | 0           | -               | -               | -               | -                 | -                 | -                 | C1                             | 2                              | 1                              | 0                              | 3     | 1     | 0     |
| Total sur la carrière | Total sur la carrière | Total sur la carrière | 7           | 0           | 0           | 1               | 0               | 0               | 1                 | 0                 | 0                 | -                              | 4                              | 1                              | 0                              | 13    | 1     | 0     |